# Andrea Belvedere

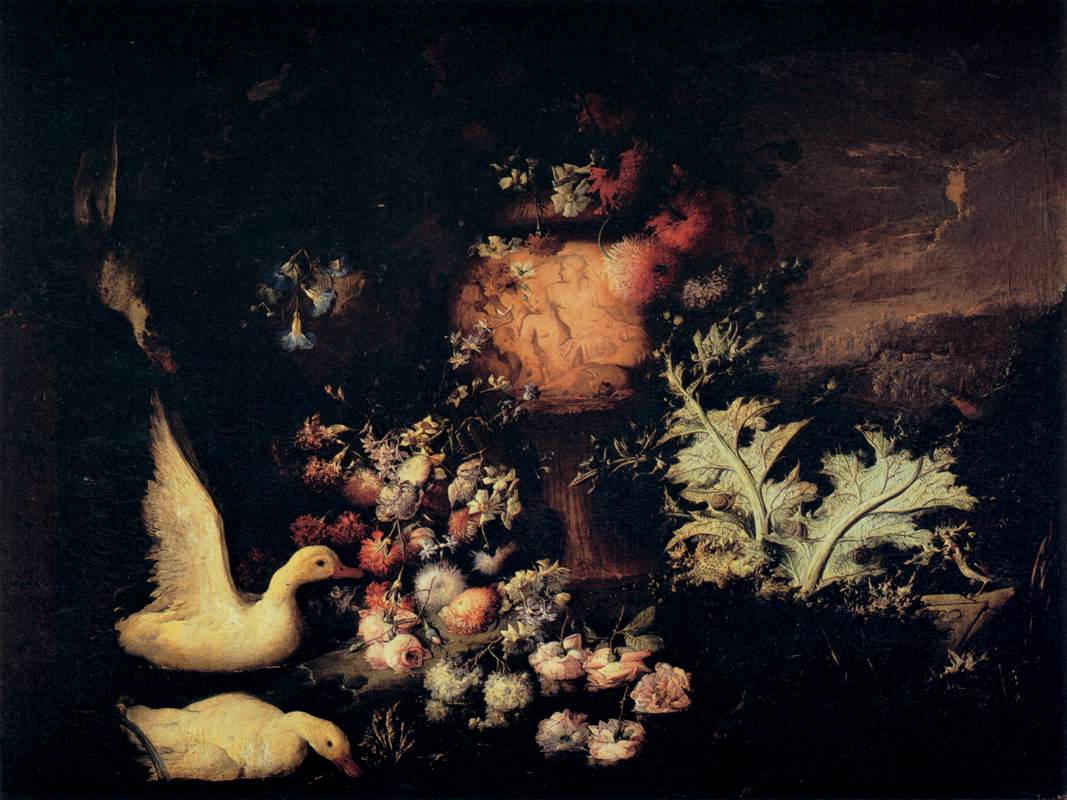
Anatre e fiori, Palazzo Pitti

Andrea Belvedere (Napoli, 1646-1652 – Napoli, 1732) è stato un pittore italiano, rappresentante della tradizione dei fioranti napoletani.

## Biografia
(Bernardo De Dominici)
Iniziò a dipingere sul finire degli anni 1660 a Napoli, dove nei cinquant'anni precedenti si era diffusa la pittura di fiori dei "fioranti", a partire da Giacomo Recco, pioniere in città della natura morta; vi dipingevano Giovan Battista Ruoppolo e Giuseppe Recco, suo principale modello, e si avvertiva ancora l'influenza di Paolo Porpora, che si era già spostato a Roma.
Si dedicò nel periodo giovanile al tema del vaso con pochi fiori: le sue prime opere furono due dipinti con Garofani e tulipani nella bottiglia di vetro(Museo Correale di Terranova di Sorrento), e due dipinti à pendant con Garofani e Tulipani in vasi rossi (Museo nazionale di Capodimonte), in cui l'immagine è affidata a pochi tratti essenziali.
A imitazione di Giuseppe Recco dipinse la Natura morta di pesci (Museo nazionale di San Martino), che si distingueva per la delicatezza dell'esecuzione. Riprese i modi di Daniel Seghers per una  Ghirlanda di fiori con amorino (Museo Correale di Terranova di Sorrento).
Dopo il 1672 poté osservare l'opera di Abraham Brueghel, giunto a Napoli da Roma, recando notizia delle ultime novità fiamminghe di Frans Snyders, ma entrambi ebbero scarso influsso sulla sua pittura. Intorno al 1680 dipinse le Ipomee et boules de neiges (viburni). 
Con questa composizione l'artista abbandonò le tradizioni della scuola naturalistica napoletana, dando maggiore importanza alle possibilità espressive della pittura di genere.
Dopo il 1685 e fino alla partenza per la Spagna fu il periodo migliore della sua carriera artistica. Dipinse le Anatre e fiori (Palazzo Pitti), Fiori,frutta e anatre (Museo Correale di Terranova), e  Fiori e frutta in un paesaggio (Museo del Louvre), che poneva attenzione alla tessitura della luce.
Probabilmente in un momento successivo dipinse ancora i Fiori nella conca di rame (Museo Correale); in questa tela è chiara l'influenza della scuola francese (Jean-Baptiste Monnoyer).

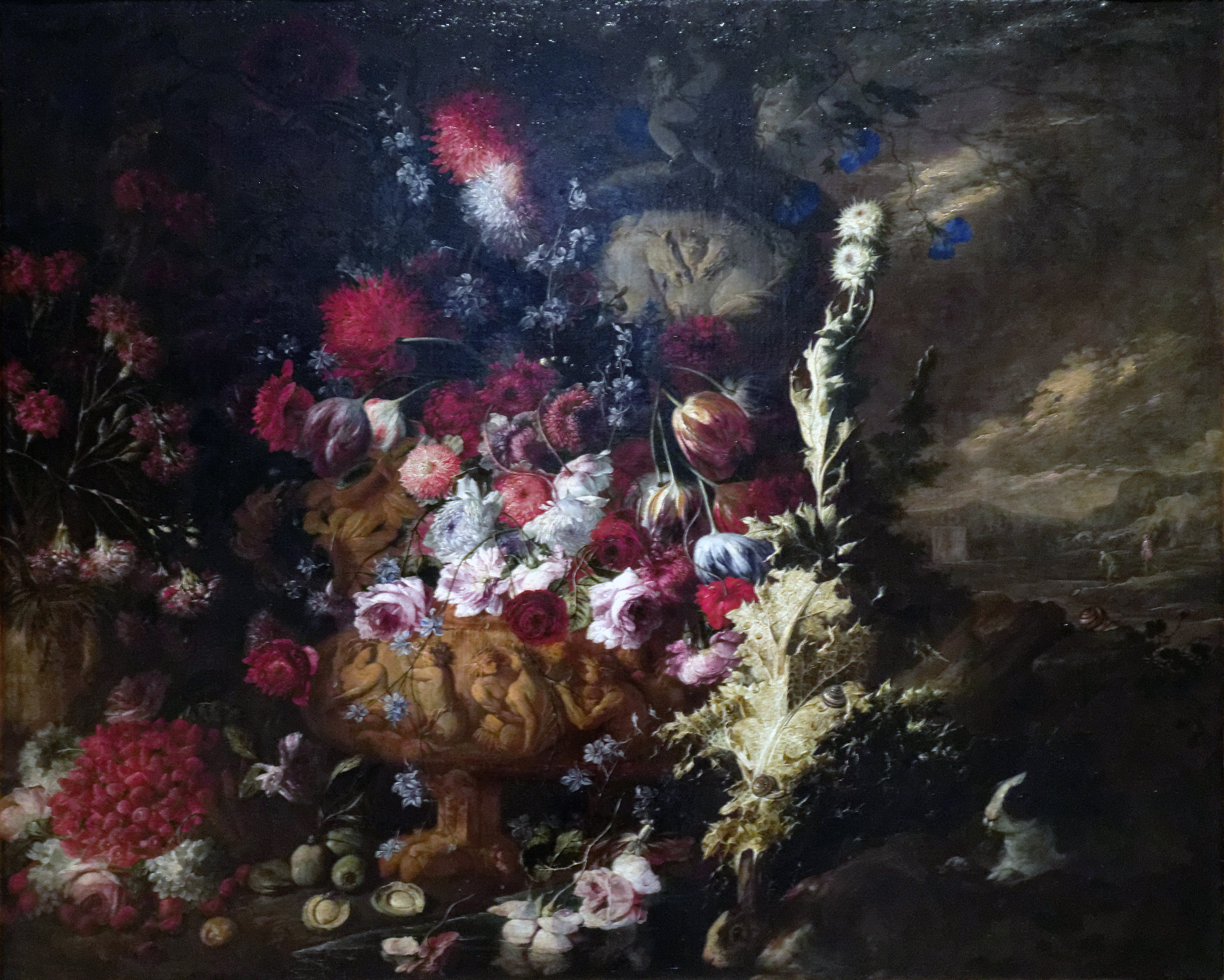
"Fiori e frutta in un paesaggio", Museo del Louvre

Nel 1694 si trasferì in Spagna, chiamato da re Carlo II su consiglio di Luca Giordano, dove collaborò alla decorazione dell'Escorial, costretto ad un ruolo di secondo piano sotto le direttive del Giordano. Nel suo nuovo ruolo di pittore al servizio del re accentuò le caratteristiche decorative, in contrasto con la sua precedente produzione, come nei due Floreros (Museo del Prado), con stile influenzato dalle opere di Karel van Vogelaer.
Nel 1700, alla morte del re Carlo II tornò a Napoli con un vitalizio e abbandonò la pittura per dedicarsi al teatro: ebbe infatti una notevole cultura, in filosofia, teologia e lettere.
Non ebbe figli, ma si formarono alla sua bottega Gaspare Lopez e Tommaso Realfonso (Masillo), protagonisti della natura morta napoletana nel Settecento.